# Michel Françoise
Michel Françoise, né le 8 août 1957 à Hammam Bou Hadjar en Algérie est un auteur compositeur interprète, guitariste et réalisateur artistique résidant à Nérac dans le sud-ouest de la France. Sa production discographique personnelle comprend huit albums solos : quatre albums édités entre 1988 et 1996 par des majors (Sony, EMI), puis cinq albums auto-produits entre 2009 et 2025. S'y ajoute en 2016 un album avec Datums, groupe dont il est l'un des fondateurs et le projet "Lula", qu'il a composé et écrit, auquel participe plusieurs interprètes.
À son activité musicale s'est ajoutée la qualité de producteur artistique pour, en particulier, les albums de Francis Cabrel : Des roses et des orties en 2008, Vise le ciel en 2012, In extremis en 2015, À l'aube revenant en 2020, un album de Souad Massi sorti en octobre 2010 et d'autres artistes comme Stéphane Mondino, Serge Lopez, Gagarine (Bruno Garcia) ou Daguerre. Ainsi qu'un album pour enfants, « L'enfant Porte » réalisé en collaboration avec Francis Cabrel.

## Biographie
Ses débuts discographiques se font sous l'égide du groupe Kremlin (punk/rock) qu'il fonde à Nérac après diverses expériences musicales en région parisienne où il a passé la majeure partie de son enfance (à Evry dans l'Essonne). Cette expérience de groupe s'interrompra aussitôt après la sortie d'un seul et unique album : Anna color édité chez Phonogram en 1982. Commence alors sa carrière d'auteur compositeur interprète entre rock et chanson française qui lui vaudra de participer à toutes les plus grandes émissions de télévision de l'époque ainsi que la diffusion de plusieurs de ses chansons sur les ondes radiophoniques (« Un jour », « On s'était dit »...).
Parallèlement, il participe comme guitariste à plusieurs albums de Francis Cabrel et co-écrit pour lui la musique de C'est écrit. Au début des années 2000, il s'oriente vers la production artistique et crée avec Sébastien Bramardi et Francis Cabrel, le label 3label afin de produire des artistes issus de rencontres artistiques. Il produira/réalisera des albums pour Eric Ginhac, Le Manège Grimaçant, Daguerre, Stéphane Mondino, Duo-Grim, Sorel, Gagarine ou Serge Lopez... et Sou-Ko, Datums, HSD (Hic Svnt Dracones), Souad Massi, Francis Cabrel, Gilles Guérif, Loula-B...

## Discographie
- 1982 (avec Kremlin) : Anna Color (album 33 tours)
- 1986 : Tout va bien (45 tours, face B : Au ralenti)
- 1988 : Un jour (45 tours, face B : Drôle d’idée. CBS 652 976-7)
- 1988 : Bienvenue A Bord (LP album. CBS 462 497-1 et CD)
- 1989 : On s’était dit (45 tours, face B : Drôle de bruit. CBS 654 913-7)
- 1990 : L'Amour Bleu (CD, album. CBS 467 515-2)
- 1990 : Toute ma vie (45 tours)
- 1993 : Parties gratuites (CD, album)
- 1996 : 4 (CD, album)
- 2009 : En surface (CD, album. La Vision Du Périscope)
- 2013 : Deux Mondes (CD, album. La Vision Du Périscope)
- 2014 : Le troisième hémisphère (CD, album. La Vision Du Périscope)
- 2014 (musique de film) : Alexis Masbou, la fureur de vaincre
- 2016 (avec Datums) : Amours Terriennes (CD, album - www.datums.fr)
- 2018 (multi-artistes) : LULA (livre-disque - www.lamaoeditions.fr)
- 2019 (avec Daguerre) : 107218 km/h (livre-disque - www.lamaoeditions.fr)
- 2022 Dévolution (avec la participation de Claude Égéa - Bernard Paganotti - Bertrand Lajudie - Phil Canals - Serge Lopez - Laurence Zanetti - Lori Bess)
- 2023 Sans Bruit (EP 4 titres) (avec la participation de Claude Égéa)
- 2025 La main tendue (CD 3 volets, livret 16 pages)

## Productions artistiques
- "Past time" - Alcman (CD album) 2024
- "Évidence" - Loula-B (EP 5 titres) (2023)
- "Terre inconnue" - HSD (Hic Svnt Dracones) - (Album CD/Vinyle 8 titres) (2022) https://hicsvntdracones.bandcamp.com/album/terre-inconnue
- "Carnets" - Sou-Ko (2022)
- "Dans la lune" - Kassidy's (album CD) (2021)
- "Trobador Tour" - Francis Cabrel (2021)
- "À l'aube revenant" - Francis Cabrel (2020)
- "107218 kh/h" - Daguerre (2019)
- "Lula" (Multi-artistes) (2018)
- "Amours Terriennes" - Datums (2016)
- "L'In Extremis Tour" - Francis Cabrel (Smart - 2016)
- "Sou-Ko" (2016)
- "Rue de Siam" - Gilles Guérif et Yann Quefféléant (2015)
- "In extremis" - Francis Cabrel (Smart - 2015)
- "Le Réveil" - Cri-Primate
- "Un jour de juillet" - Stéphane Mondino
- Vise le ciel - Francis Cabrel (Columbia - 2012)
- "365 jours" - Gagarine
- « 1975 » - Stéphane Mondino (La vision du périscope - 2012)
- L'enfant-Porte - Conte musical pour enfants (avec F. Cabrel)
- Des roses et des orties - Francis Cabrel
- Ô Houria - Souad Massi
- Au fil de l'horizon - Serge Lopez (Sony)
- S - Sorel
- Dans le vide - Duo-Grim
- Roll-Over - Stéphane Mondino (La vision du périscope - 2012)
- Ô Désirs - Daguerre (3label)
- 1er des tours - Le Manège Grimaçant
- Chien seul - Eric Ginhac